# Oktaedrska simetrija
| involucijska simetrija Cs, [1], (*)     | ciklična simetrija Cnv, [n], (*nn)     | diedrska simetrija Dnh, [n,2], (*n22)   |
| poliedrska grupa, [n,3], (*n32)         |                                        |                                         |
| tetraedrska simetrija Td, [3,3], (*332) | oktaedrska simetrija Oh, [4,3], (*432) | ikozaedrska simetrija Ih, [5,3], (*532) |

Oktaedrska simetrija je simetrija pravilnega oktaedra. To je simetrija, ki ohranja orientacijo. Ima red simetrije enak 48, kar vključuje tudi preslikave, ki vključujejo zrcaljenje in vrtenje. Kocka ima enako skupino simetrij, ker je dualno telo oktaedra.

## Podrobnosti
Kiralna in polna (akiralna) oktaederska simetrija so točkovne grupne simetrije ali simetrije na sferi z največjo simetrijskimi grupami, ki so primerljive s translacijsko simetrijo. So med kristalne točkovne grupe kubičnega kristalnega sistema. 

## Kiralna oktaederska simetrija
O, 432 ali [4,3]+ reda 24 so kiralni oktaedersko simetrijo ali vrtilno oktaedersko simetrijo. Ta grupa je podobna kiralni tetraedrski simetriji T, toda C2 postanejo osi C4 ter šest dodatnih osi C2 s srednjimi točkami robov kocke. Td im O sta izomorfni kot abstraktni grupi, obe odgovarjata S4, ki je simetrijska grupa za štiri objekte. Td je unija  T in množice, ki jo dobimo tako, da kombiniramo vsak element O \ T z inverzijo. O je vrtilna grupa kocke in pravilnega oktaedra. 

## Podgrupe kiralne oktaederske simetrije
| Schönfliesova notacija | Coxeterjeva notacija | notacija orbifold | Hermann Mauguinova notacija | Order | indeks | Odnosi med grupami |
| ---------------------- | -------------------- | ----------------- | --------------------------- | ----- | ------ | ------------------ |
| O                      | [4,3]+               | 432               | 432                         | 24    | 1      |                    |
| T                      | [3,3]+               | 332               | 23                          | 12    | 2      |                    |
| D4                     | [4,2]+               | 422               | 422                         | 8     | 3      |                    |
| D3                     | [3,2]+               | 322               | 322                         | 6     | 4      |                    |
| D2                     | [2,2]+               | 222               | 222                         | 4     | 6      |                    |
| C4                     | [4]+                 | 44                | 4                           | 4     | 6      |                    |
| C3                     | [3]+                 | 33                | 3                           | 3     | 8      |                    |
| C2                     | [2]+                 | 22                | 2                           | 2     | 12     |                    |
| S1                     | [ ]+                 | 11                | 1                           | 1     | 24     |                    |

## Konjugirani razredi
- inverzija
- 6 x zrcaljenje z vrtenjem za 90º
- 8 x zrcaljenje z vrtenjem za 60º
- 3 x zrcaljenje v ravnini pravokotni z 4-kratno osjo
- 6 x zrcaljenje v ravnini pravokotni z 2-kratno osjo

## Akiralna oktaederska simetrija
- Oh, *432, [4,3]+ ali m3m reda 48  ima akiralno oktaedersko simetrijo ali polno oktaedersko simetrijo. Ta grupa ima enake vrtilne osi kot so O, ampak in s tem imajo izčrpne zrcalne ravnine Th in Th. Ta grupa je izomorfna z S4.C4 in je tako polna simetrijska grupa kocke in oktaedra. Je hiperoktaederska grupa za n=3.

| Telo kocka-oktaeder. | Vsaka stranska ploskev tega disdiakisnega dodekaedra je osnovna domena | Oktaedrska grupa Oh z osnovno domeno |

Z 4-kratnimi osmi kot koordinatnimi osmi je osnovna domena Oh dana z 0 ≤ x ≤ y ≤ z. Za objekte s to simetrijo je značilen del objekta v osnovni domeni, kot je na primer kocka je dana z z  = 1 in  za oktaeder z x + y +z
=1.  

## Podgrupe polne oktaederske simetrije
| Schönfliesova notacija | Coxeterjeva notacija | notacija orbifold | Hermann Mauguinova notacija | red | indeks | odnosi med podgrupami |
| ---------------------- | -------------------- | ----------------- | --------------------------- | --- | ------ | --------------------- |
| Oh                     | [4,3]                | *432              | m3m                         | 48  | 1      | oktaedrske podgrupe   |
| O                      | [4,3]+               | 432               | 432                         | 24  | 2      | oktaedrske podgrupe   |
| Td                     | [3,3]                | *332              | 43m                         | 24  | 2      | oktaedrske podgrupe   |
| Th                     | [4,3+]               | 3*2               | m3                          | 24  | 2      | oktaedrske podgrupe   |
| D4h                    | [4,2]                | *422              | 4/mmm                       | 16  | 3      | oktaedrske podgrupe   |
| T                      | [3,3]+               | 332               | 23                          | 12  | 4      | oktaedrske podgrupe   |
| D3d                    | [2+,6]               | 2*3               | 3m                          | 12  | 4      | oktaedrske podgrupe   |
| D2d                    | [2+,4]               | 2*2               | 42m                         | 8   | 6      | oktaedrske podgrupe   |
| D4                     | [4,2]+               | 422               | 422                         | 8   | 6      | oktaedrske podgrupe   |
| C4h                    | [4+,2]               | 4*                | 4/m                         | 8   | 6      | oktaedrske podgrupe   |
| C4v                    | [4]                  | *44               | 4mm                         | 8   | 6      | oktaedrske podgrupe   |
| D2h                    | [2,2]                | *222              | mmm                         | 8   | 6      | oktaedrske podgrupe   |
| D3                     | [3,2]+               | 322               | 32                          | 6   | 8      | oktaedrske podgrupe   |
| C3v                    | [3]                  | *33               | 3m                          | 6   | 8      | oktaedrske podgrupe   |
| S6                     | [2+,6+]              | 3×                | 3                           | 6   | 8      | oktaedrske podgrupe   |
| D2                     | [2,2]+               | 222               | 222                         | 4   | 12     | oktaedrske podgrupe   |
| C2h                    | [2,2+]               | 2*                | 2/m                         | 4   | 12     | oktaedrske podgrupe   |
| C2v                    | [2]                  | *22               | mm2                         | 4   | 12     | oktaedrske podgrupe   |
| C4                     | [4]+                 | 44                | 4                           | 4   | 12     | oktaedrske podgrupe   |
| S4                     | [2+,4+]              | 2×                | 8                           | 4   | 12     | oktaedrske podgrupe   |
| C3                     | [3]+                 | 33                | 3                           | 3   | 16     | oktaedrske podgrupe   |
| C2                     | [2]+                 | 22                | 2                           | 2   | 24     | oktaedrske podgrupe   |
| S2                     | [2+,2+]              | ×                 | 1                           | 2   | 24     | oktaedrske podgrupe   |
| Cs                     | [ ]                  | *                 | 2 or m                      | 2   | 24     | oktaedrske podgrupe   |
| C1                     | [ ]+                 | 11                | 1                           | 1   | 48     | oktaedrske podgrupe   |

## Konjugirani razredi
- identiteta
- 6 x vrtenje za 90º
- 8 x vrtenje za 120º
- 3 x vrtenje za 180º okoli 4-kratne osi
- 3 x vrtenje za 180º okoli 2-kratne osi

## Oktaederska  simetrija Bolzove ploskve
V teoriji Riemannove ploskve se včasih [[Bolzova ploskev imenuje Bolzova krivulja. Dobimo jo kot košato dvojno pokrivalo Riemannove sfere z delitvijo na množico oglišč pravilnega včrtanega oktaedra. Njegove grupe avtomorfizma hipereliptično vključevanje, ki razpade v dva dela , ki se prekrivata. Kvocient z redom podgrupe 2, ki je generirana s hipereliptičnim vključevanjem nam da natančno grupo simetrij oktaedra. Med mnogimi pomembnimi lastnostmi Bolzovih ploskev je lastnost, ki nam da največjo sistolo med vsemi hiperboličnimi ploskvami, z rodom 2.   

## Telesa z oktaedersko kiralno simetrijo
| Skupina         | Ime                      | Slika | Stranske ploskve | Robovi | Oglišča |
| --------------- | ------------------------ | ----- | ---------------- | ------ | ------- |
| arhimedsko telo | prirezana kocka          |       | 38               | 60     | 24      |
| Catalanovo telo | petstrani ikozitetraeder |       | 24               | 60     | 38      |

## Telesa s  polno oktaedersko simetrijo
| Skupina teles             | Ime                      | Slika             | Stranske ploskve | Robovi | Oglišča |
| ------------------------- | ------------------------ | ----------------- | ---------------- | ------ | ------- |
| platonsko telo            | kocka                    | Hexahedron (cube) | 6                | 12     | 8       |
| platonsko telo            | oktaeder                 | Octahedron        | 8                | 12     | 6       |
| arhimedsko telo           | kubooktaeder             |                   | 14               | 24     | 12      |
| arhimedsko telo           | prisekana kocka          |                   | 14               | 36     | 24      |
| arhimedsko telo           | prisekan oktaeder        |                   | 14               | 36     | 24      |
| arhimedsko telo           | rombikubooktaeder        |                   | 26               | 48     | 24      |
| arhimedsko telo           | prisekani kubooktaeder   |                   | 26               | 72     | 48      |
| Catalanovo telo           | rombski dodekaeder       |                   | 14               | 24     | 12      |
| Catalanovo telo           | triakisni oktaeder       |                   | 24               | 36     | 14      |
| Catalanovo telo           | tetrakisni heksaeder     |                   | 24               | 36     | 14      |
| Catalanovo telo           | deltoidni ikozitetraeder |                   | 24               | 48     | 26      |
| Catalanovo telo           | disdiakisni dodekaeder   |                   | 48               | 72     | 26      |
| pravilni sestav poliedrov | stela oktangula          |                   | 8                | 12     | 8       |
| pravilni sestav poliedrov | kocka in oktaeder        |                   | 14               | 24     | 14      |